# Plagiobothrys distantiflorus
Plagiobothrys distantiflorus är en strävbladig växtart som först beskrevs av Charles Vancouver Piper, och fick sitt nu gällande namn av Ivan Murray Johnston. Plagiobothrys distantiflorus ingår i släktet tiggarstavar, och familjen strävbladiga växter. Inga underarter finns listade i Catalogue of Life.